# Hörrödsåsen (naturreservat)
Hörrödsåsen är ett naturreservat i Kristianstads kommun i Skåne län.
Området är naturskyddat sedan 2015 och är 50 hektar stort. Reservatet ligger på en rullstensås beklädd med bokskogar. 